# Циклопропилметилкетон
Циклопропилметилкетон — химическое соединение из группы циклопропанов. Представляет собой прозрачную воспламеняющуюся жидкость.

## Применение
Циклопропилметилкетон используется в качестве промежуточного соединения для производства других химических соединений(таких как ципродинил или синтин).

## Синтез
Циклопропилметилкетон может быть получен, исходя из α-ацетил-γ-бутиролактона, в две стадии. На первом этапе 5-хлор-2-пентанон образуется с концентрированной соляной кислотой (диоксид углерода является побочным продуктом), которую затем кипятят с гидроксидом натрия и водой, чтобы образовать кольцо и образовать кетон. Вместо соляной кислоты в качестве катализатора может выступать галогенид (например, йодид натрия или хлорид лития).
Его также получают путем пропускания газообразной циклопропанкарбоновой кислоты и уксусной кислоты над твердым катализатором при высокой температуре. Побочными продуктами реакции являются ацетон и дициклопропилкетон.